# Baltasar och Blimunda
Baltasar och Blimunda (originaltitel: Memorial do Convento) är en roman från 1982 av den portugisiske, prisbelönte författaren José Saramago.
Romanen har jämförts med både Gabriel García Márquez Hundra år av ensamhet (1967) och Umberto Ecos Rosens namn (1980).[källa behövs] Den är översatt till svenska av Marianne Eyre.

## Handling
Romane utspelar sig i 1700-talets Portugal och handlar om fader Bartolomeu Lourenco som just har förverkligat sin dröm om att kunna flyga. Med sig på sin tur har han ett märkligt kärlekspar, den enarmade Baltasar och den sköna gåtfulla Blimunda, som har gåvan att se in i och genom människorna. Flygmaskinen tar de över Mafra, där tusentals tvångsutskrivna arbetare på kungens order sliter med bygget av ett franciskankloster.